# ルーマニア関係記事の一覧
ルーマニア関係記事の一覧（ルーマニアかんけいきじのいちらん）
- ルーマニア出身の人物についてはルーマニア人の一覧を参照。

## 英記号
- .ro（国別コードトップレベルドメイン）
- B1 TV - テレビ局
- CFRクルジュ - サッカークラブチーム
- FCウニヴェルシタテア・クルジュ - サッカークラブチーム
- FCステアウア・ブカレスト - サッカークラブチーム
- FCスポルトゥル・ストゥデンツェスク・ブカレスト - サッカークラブチーム
- FCディナモ・ブカレスト - サッカークラブチーム
- FCポリテフニカ・ティミショアラ - サッカークラブチーム
- FCラピド・ブカレスト - サッカークラブチーム
- ICAO空港コードの一覧#LR – ルーマニア（ルーマニアの空港コード）
- ISO 3166-2:RO（ルーマニアの行政区分コード）
- THE DEFENDER (2004年の映画)
- U.M.A 2010 - 映画作品
- 3rei Sud Est（ルーマニア語版） - 1997年に結成された同国のバンドグループ。ユニット名は直訳すると「3番目の南東」となる

## あ行
- アプセニ山脈（ルーマニア語版、英語版） - トランシルヴァニアに位置する山脈。近隣にはビホル県が存在する
- アラド (ルーマニア) - 都市
- ありあまるごちそう - 映画作品
- アルジェシュ県
- アルバ・ユリア - 都市
- アルーマニア語 - ルーマニア語と多くの語彙を共有し、ルーマニア語と非常に似た文法と語形を持っていることが特徴。
- アレクサンドリア (ルーマニア) - 都市
- アンリ・コアンダ国際空港
- イアズ川（英語版）
- ウィーン裁定　-　第二次ウィーン裁定の項を参照。
- ウルジチェニ - 都市
- エクスペンダブルズ3 ワールドミッション - 映画作品
- エネルギー憲章に関する条約
- オドルヘユ・セクイエスク - 都市
- オネシュティ - 都市
- オラデア - 都市
- オラシュチエ山脈のダキア人の要塞群 - ルーマニアの世界遺産の一つで、古代ダキア人が遺した要塞群の遺跡
- オルテニツァ - 都市
- オルト県

## か行
- ガガウズ人 - 主にモルドバ、他にルーマニアなど各国に住む民族
- 各年のルーマニアの一覧（英語版）
- カラカル (ルーマニア) - 都市
- ガラツィ - 都市
  - ガラツィ造船所 - 同都市の造船所でルーマニア最大の規模を誇る
- カララシ - 都市
- カランセベシュ - 都市
- カルパティア山脈 - 中央ヨーロッパ・東ヨーロッパの山脈。この山脈はルーマニアに跨っている
  - 西カルパティア山脈（ルーマニア語版）
  - 東カルパティア山脈（ルーマニア語版）
    - カリマニ山脈（ルーマニア語版、英語版） - 東カルパティア山脈を構成する山脈の一部。当該山脈においては主体となる部分である

  - 南カルパティア山脈
- カレイ (ルーマニア) - 都市
- 教師の日
- 熊使い - 大道芸
- 熊の洞窟（ルーマニア語版、英語版） - アプセニ山脈にある洞窟で、1975年に発見された。名の由来はホラアナグマに因む（同生物の化石が1983年に多数発見されたことから命名）
- 国立自然史博物館 (ルーマニア)（ルーマニア語版、英語版） - 同国の博物館の一つで、首都ブカレストに位置する。正式名は『国立自然史博物館「グリゴーレアンティパ」』
- クルジュ＝ナポカ - 都市
- クルジュ県
- 経済相互援助会議 - 設立や活動に人民共和国ならび社会主義共和国時代のルーマニアが携わっていた
- ゲオルゲ・ディマ音楽アカデミー - 音楽大学
- 汚れなき祈り - 映画作品
- 恋のマイアヒ - 楽曲
- 国民の館 - ルーマニア議会議事堂、観光施設
- 国立ブラショフ・フィルハーモニー交響楽団
- 黒海
  - 黒海洪水説
- 黒海海軍合同任務群 - 黒海における多国籍海軍部隊。ルーマニアは黒海周辺国の海軍と共にこの部隊を構成している
- 黒海経済協力機構
- 黒海ドイツ人
- 黒海の戦い (第二次世界大戦) - ルーマニア王国時代に行なった戦闘活動
- コッポラの胡蝶の夢 - 映画作品
- コード・アンノウン - 映画作品
- コドレア - 都市
- コペンハーゲン基準 - EUが有する基準の一．ルーマニアは20の民族マイノリティを認知しており、この基準にある『民族的マイノリティの保護に関する枠組み条約』の署名に調印。また、同国の選挙法もマイノリティについて議会に代表を送ることを保障するものとなっている
- コマネシュティ - 都市
- コミンテルン
- コミンフォルム
- コラビア - 都市
- ゴリアテ (人工衛星)
- コンスタンツァ県
  - コンスタンツァ - 同県の都市（県都）

## さ行
- ザ・キープ - 映画作品
- サトゥ・マーレ - 都市
- ザルネシュティ - 都市
- サルミゼゲトゥサ - ダキアの重要拠点として栄えた古代都市。
- サロンタ - 都市
- 三色旗 (ルーマニア) - かつての国歌
- 三成聖者大聖堂 (ティミショアラ)
- サン・ステファノ条約 - 1878年の条約。ルーマニアの独立が認められる
- シギショアラ - 都市
- シゲトゥ・マルマツィエイ - 都市
- 地獄の変異 - 映画作品
- シナヤ - 都市
- シビウ - 都市
- シビウ県
- ジャン＝クロード・ヴァン・ダム ザ・ディフェンダー - 映画作品。アメリカとの共同制作である
- シュテットル - 都市
- ジュニア・ユーロビジョン・ソング・コンテスト2006 - ルーマニアで開催
- ジュネス・ミュジカル・ロマニア主催ブカレスト国際音楽コンクール
- ジュルジュ - 都市
- シレト - 都市
- スタディオヌル・ナツィオナル - 競技施設
- スタディオヌル・マリン・アナスタソヴィチ - 競技施設
- スチャヴァ - 都市
- ステート・アマ - スポーツ選手
- スフントゥ・ゲオルゲ - 都市
- ズメウ - 民話に登場するドラゴンまたは龍人
- スラティナ (ルーマニア) - 都市
- スリナ - 都市
- スロボジア - 都市
- 聖ニコラエ聖堂 (ブラショフ)
- 世界銀行
- 世界貿易機関
- セベシュ - 都市
- 戦場のアリア - 映画作品
- ソビエト連邦 - 前身の国家であるルーマニア社会主義共和国はこの連邦国家の衛星国として機能していた
  - ソビエト連邦の歴史
  - ソビエト連邦の崩壊
- ソメシュ川（英語版）
- ソメシュ県（英語版） - かつて存在していたトランシルヴァニア地方の県の一つで1950年に廃止されている。該当地区はビストリツァ＝ナサウド県、クルージュ県、マラムレシュ県、サラージュ県に分割された

## た行
- 第一次世界大戦
  - 第一次オイトゥズ戦争（ルーマニア語版）
  - 第二次オイトゥズ戦争（ルーマニア語版、英語版）
  - 第三次オイトゥズ戦争（ルーマニア語版）
- 第二次世界大戦
  - 第二次世界大戦下のルーマニア
- ダキア（地方）
- ダキア人
- ダキア戦争 - 2世紀初頭の戦争
- ダチア (自動車) - ルーマニアの自動車メーカー。仏自動車メーカーであるルノーグループの一員となっている。
- チェルブル・デ・アウル国際音楽祭 - ルーマニアで年1回開催
- チュレア鉄道事故 - 1917年に発生した事故
- チョチェク - 音楽のジャンル
- ティキレシュティ
  - ティキレシュティ療養所 - ドナウデルタ付近に在る医療施設。ハンセン病の存在を忌み嫌った共産政権により地図に記されない場所とされた。
- ティサ川
- ティミシュ県
- ティミショアラ - 都市
- ティリンカ - 楽器
- ティーン・ナイト - 映画作品
- 鉄衛団 - 反ユダヤ主義民族運動
- デトネーター - 映画作品
- テレオルマン県
- 東欧革命 ⇒ 1989年革命
- 同君連合 - 同国の歴史において深く関わっている。ルーマニア王国の形成はモルダビア公国とワラキア公国の結び付きから始まり、その際にこの連合を形成している。
- 東南ヨーロッパ
- ドゥンボヴィツァ県
- ドナウ川
  - ドナウデルタ - ヨーロッパ最大の三角州。世界に存在する三角州の中では人の手がほとんど入っていないとされる良質な自然状態となっている。
- ドナウ川のさざなみ - ルーマニアの作曲家ヨシフ・イヴァノヴィチによるワルツ
- ドブロジャ
  - ドブロジャ高原（英語版、ルーマニア語版） - ドブロジャ地域に位置する高原
- トライアン・ヴイア国際空港
- ドラキュラ伯爵 - ルーマニアのヴラド3世がモデルとされる
  - ドラキュラ (1992年の映画)
- ドラゴン・スレイヤー 炎の竜と氷の竜 - 映画作品
- ドラゴンハート 最後の闘い - 映画作品
- ドラゴン・ワールド - 映画作品
- トラヤヌス橋
- トランシルヴァニア（地方）
- トランシルヴァニア公国 - 16世紀後半から18世紀前半にかけて存在した国家
- トランシルヴァニア地方の要塞聖堂のある村落群
- トリアノン条約 - 1920年の条約

## な行
- 南東欧協力イニシアティヴ - ルーマニアに本部を置く、犯罪対策のための国際機関
- ノストラダムス (映画) - 映画作品

## は行
- ハース (ロケット)
- バスケットボールルーマニア代表
- バナト - 歴史的地域。現在は東部がルーマニアの領有となっている
- バラウル (伝説の竜) - 民話に登場するドラゴン
- ハルギタ県
- ハンガリー - 隣国
- ハンガリー語
- ハンガリー人民主同盟 (ルーマニア)
- ハンガリー・ルーマニア戦争 - 1918年から1919年にかけての戦争
- ピエトロスの森（ルーマニア語版） - 同国の保護地域のひとつとなっている森林地帯。IUCNにおいては「カテゴリーIV」に指定されている
- ピテシュティ - 都市
- ビホル県
- ブカレスト - 首都
- ブカレスト・オープン - 女子テニス大会
- ブカレスト交通公団
- ブカレスト北駅
- ブカレスト国立音楽大学
  - ブカレスト国立音楽大学の人物一覧
- ブカレスト条約【曖昧さ回避】
- ブカレスト大学
- ブカレスト地下鉄
  - ブカレスト地下鉄M1号線
  - ブカレスト地下鉄M2号線
  - ブカレスト地下鉄M3号線
  - ブカレスト地下鉄M4号線
- ブカレストの戦い - 第一次世界大戦中の戦闘
- ブカレスト・ノルド駅 ⇒ ブカレスト北駅
- ブカレスト・リンク - 公道レース
- ブラショヴ - 都市
- ブラショフ県
- プラホヴァ県
- 不倫期限 - 映画作品
- フルィエ（ルーマニア語版、ロシア語版、ドイツ語版） - ルーマニアとモルドバの民俗楽器の一つ。元々はフルートを意味する
- ヴァルナ十字軍
- ヴァルナの戦い
- ヴェロニカ (映画)（ルーマニア語版、英語版） - 映画作品。ミュージカル系
- ヴルチャ県
- ブルノヴァの森（ルーマニア語版） - 同国における森林地帯のひとつ。鳥類相特別保護地区（SPA）に指定されている
- ブルノヴァ-レペデアの森（ルーマニア語版） - 同国における森林地帯のひとつ
- プロイェシュティ - 都市
- ベッサラビア - 隣国モルドバの歴史的地名。同国はかつての王国時代にこの地方を統合していた
  - ソビエト連邦によるベッサラビアと北ブコヴィナの占領（英語版、フランス語版、ロシア語版）
  - ソビエト連邦によるベッサラビアと北ブコヴィナからの追放（英語版）
  - ルーマニア・ソビエト連邦関係におけるベッサラビア（英語版）
- ヘルレイザー ワールド・オブ・ペイン - 映画作品
- ホーエンツォレルン家勲章
- ポップ・フォーク#ルーマニア
- ホロコースト -アドルフ・ヒトラーの洗礼- - 映画作品

## ま行
- マラムレシュ
  - マラムレシュ県
  - マラムレシュの木造聖堂群 - 世界遺産
- マルギタ - 都市
- マンガリア - コンスタンツァ県の都市の一つ
  - マンガリア造船所（英語版） - 同地域の造船所

- ミエルクレア＝チュク - 都市
- ミオヴェニ - 都市

- ムレシュ川
- ムレシュ県
- ムンテニア（地方）

- モイネシュティ - 都市
- モディリアーニ 真実の愛 - 映画作品
- モビラ洞窟 - 同国にある洞窟の一つでモビル洞窟とも呼ばれる。マンガリア近郊にて発見された洞窟であり、黒海沿岸地域における『未知の生物の宝庫』として知られている。
- モルダヴィア - かつてルーマニア人の国家を構成していた地域
- モルドバ（モルドバ共和国） - ルーマニアの隣国
  - モルドバとルーマニアの関係（ルーマニア語版、英語版）
- モレニ - 都市

## や行
- ヤシ (ルーマニア) - 都市
- ヤシの七丘（ルーマニア語版） - ヤシに存在する丘の名称。ローマの七丘に倣って名付けられた
- ヤロミツァ県
- ヨーロッパオープン・ブカレスト - 国際柔道大会

## ら行
- ラグビールーマニア代表
- ラスト・リベンジ - 映画作品
- ラダウツィ - 都市
- ルゴジ - 都市
- ルドゥシュ - 都市
- ルペニ - 都市

- ルーマニア・アカデミー（ルーマニア語版、英語版、ポーランド語版） - ルーマニアの国立アカデミー。同国において最も権威の高い学術研究機関でもある
- ルーマニア宇宙局
- ルーマニア王国 - 19世紀後半から20世紀半ばまで存在した国家
  - ルーマニア王国における戦間期の郡（ルーマニア語版）
- ルーマニア革命 (1944年)
- ルーマニア革命 (1989年)
- ルーマニア共産党 - かつて存在した政党
- ルーマニア狂詩曲 - 管弦楽曲
- ルーマニア軍
  - ルーマニア海軍艦艇一覧
  - ルーマニア空軍
  - ルーマニア陸軍
- ルーマニア語
  - ルーマニア語アルファベット
  - ルーマニア語版ウィキペディア
  - ルーマニア語の点字
  - ルーマニア語を公用語としている国の一覧
- ルーマニア航空
- ルーマニア公国 - 1859年から1881年にかけて存在した国家
- ルーマニア国王 - 1881年から1947年まで使用された、君主の称号
- ルーマニア国立銀行
- ルーマニアサッカー連盟
- ルーマニア作家連合（ルーマニア語版、英語版）
- ルーマニア社会主義共和国 - 1945年から1989年にかけて存在した国家
- ルーマニア情報庁 - ルーマニアの情報機関の一．
- ルーマニア人
  - ルーマニア人の一覧
- ルーマニア正教会
- ルーマニア戦線 - 第一次世界大戦
- ルーマニア総主教座大聖堂
- ルーマニア鉄道
- ルーマニア・テレビ
- アテネ音楽堂 (ルーマニア) -  首都ブカレストにあるコンサートホールで、同都市の観光名所としても知られている
- ルーマニアの音楽
- ルーマニアの議会
- ルーマニアの経済
- ルーマニアの県
- ルーマニアの国章
- ルーマニアの国歌 ⇒ 目覚めよ、ルーマニア人!
- ルーマニアの国旗
- ルーマニアの首相
- ルーマニアの世界遺産
- ルーマニアの大統領
- ルーマニアの都市の一覧
- ルーマニアの風力発電
- ルーマニアのユダヤ人の歴史
- ルーマニアのユーロビジョン・ソング・コンテスト
- ルーマニアの歴史
- ルーマニアファシスト党 - 1920代に存在した政党
- ルーマニアフィギュアスケート選手権
- ルーマニア文化研究所（ルーマニア語版、英語版） - 同国における文化研究機関。2004年設立
- ルーマニア文化財団（英語版、英語版） - 同国における文化財団。ルーマニア文化研究所を支援している
- ルーマニア民俗舞曲 - 組曲
- ルーマニア無線通信協会（ルーマニア語版）
- ルーマニア・モルドバ統一運動
- ルーマニア料理
- ルーマニア・レウ - 通貨単位
- ルーマニアワイン
- ルムニク・サラト - 都市
- ルムニク・ヴルチャ - 都市
- ルシン人
  - ルシン語
- レシツァ - 都市
- ロシオリイ・デ・ヴェデ - 都市
- ロトン (レーベル) - レコードレーベル
- ロマ#ルーマニア（民族）
- ロマニアン・トップ100 - 音楽シングルチャート
- ロマンス諸語

## わ行
- 私の、息子 - 映画作品
- ワラキア（地方）
- ワルシャワ条約機構 - 冷戦期に結成された軍事同盟で、前身のルーマニア社会主義共和国がこれに加盟していた。
  - ワルシャワ条約 (1955年)

## 数字
- 1989年革命 ⇒ 東欧革命
- 4ヶ月、3週と2日 - 映画作品